# أغزال

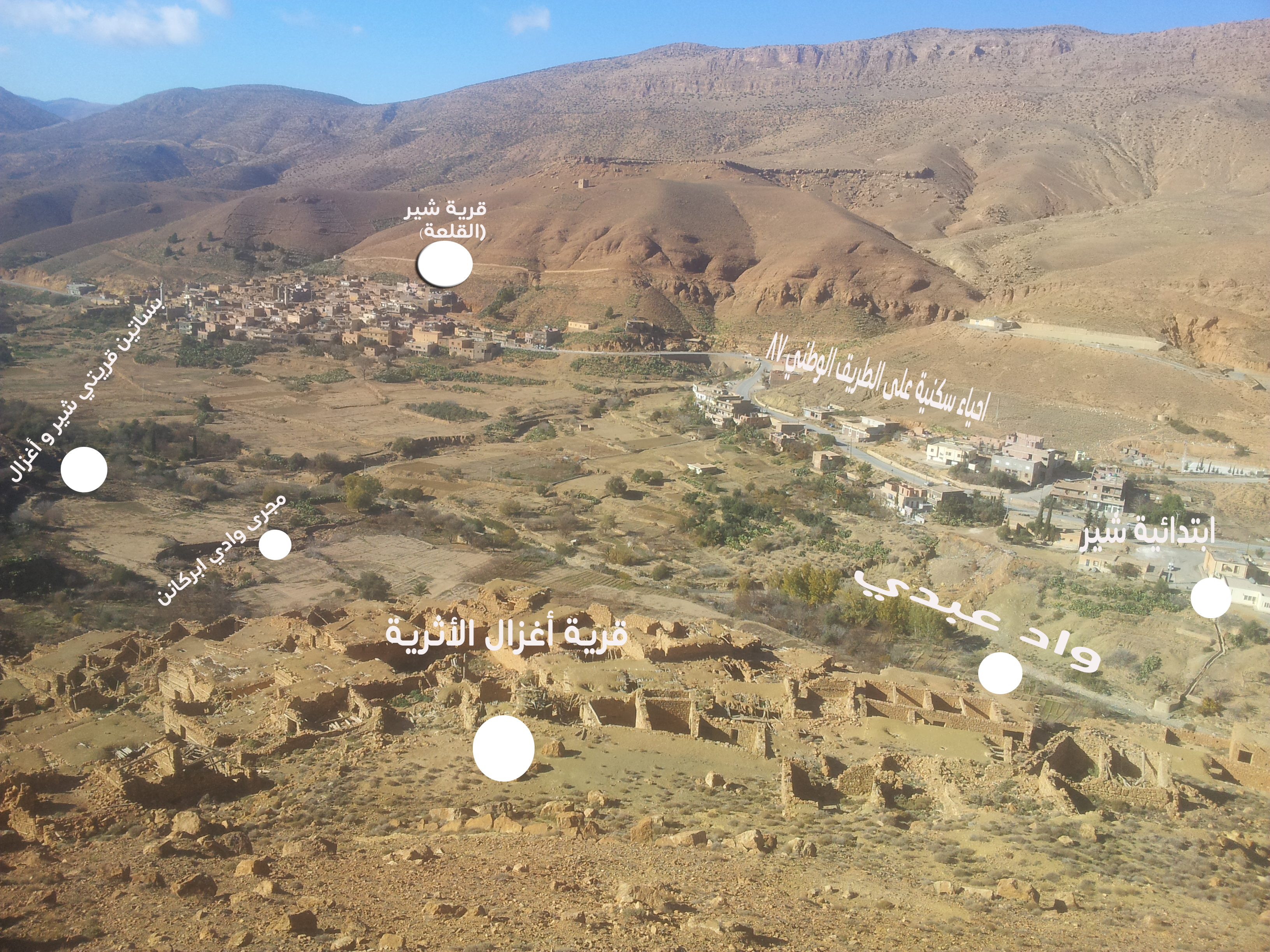
موقع القرية الأثرية مصورة من فوقها تحديدا

أغزال هي قرية أثرية عمرها يصل إلى 400 سنة تقع في جبل أغزديس أبركان (جبل صخري أسود) الذي يقع في جبال الأوراس والتي بدورها تقع في جبال الأطلس يحيط بالجبل مجريا مياه تيحمامين وابركانن اللذين يغذيان وادي عبدي توجد مقابل قرية شير (القلعة) (تاقليحت)

## التعريف بالقرية
تعريــف ولمحــة تاريخية عن احــدى القرى العريقة الكبيرة ببلديــة شــير من سنة 1700 م
قريــة أغــزال حســب الروايات التي رواها بعض كبار هـذه القرية منذ مــدة من الزمن لتعريفها ولماذا سميت بهـــــذه التسميــة بحســـب موقعها الجبلي .
هي قريــة كبيــرة من أقــدم قــرى وادي عبــدي سميــت بأغــزال لوجودها بمكان مسطـــح يقــع بين سلسلتيــن من الصخور الحجريــة الممتدة بين مجرى وادي تيحمامين من جهـة ومجرى وادي ايبــركانن من جهــة أخــرى  وهي كلمــة أمازيغيــة أ صلـها آغــــــزال .
حيث أن المكان المحصور بين حدوديــن متوازيين يسمى آغـــزال بلأمازيغية . وبجانب هاتـه القرية بني جامــع يسمى الجامع أنيجي لاجتماع سكان وأعيان هذه القرية وبعض سكان القرى المجاورة حسب العـرف وتقاليد سكان المنطقة . كما تقـام الزردة فيـه بداية شهر افريل من كل سنة وبعد نهاية الزردة يجتمع حفظة القرآن الكريم ويرتلون القرآن جماعيا تحت اشراف أكبرهم سنــا .
```
بعد مرور حوالي قرن أو أكثر أنشـأ سكان هذه القرية قريــة جديــدة في المكان الحالي واندثرت
```

القريــة القديمة وبقي بها مبنى الجامع المذكور كشاهــد على وجود سكان في المكان المذكور آنفا.
القرية الحالية أغـــزال هي قرية كبيرة مقابـلة قرية شيــر يحدها مــن الشمال البساتين والحقول المحاذية لواد عبدي والمسماة مالو اغــزال .
ويحدها من الجنوب سلسلــة صخرية جهة الغابة تسمى أغسديـس أبركان أي سلسلة الحجر الأسود .
ويحدهــا من الشرق مقبرة الخاصة بسكان هاته القرية ووادي تيحمامين جهة قرية اربيــع .

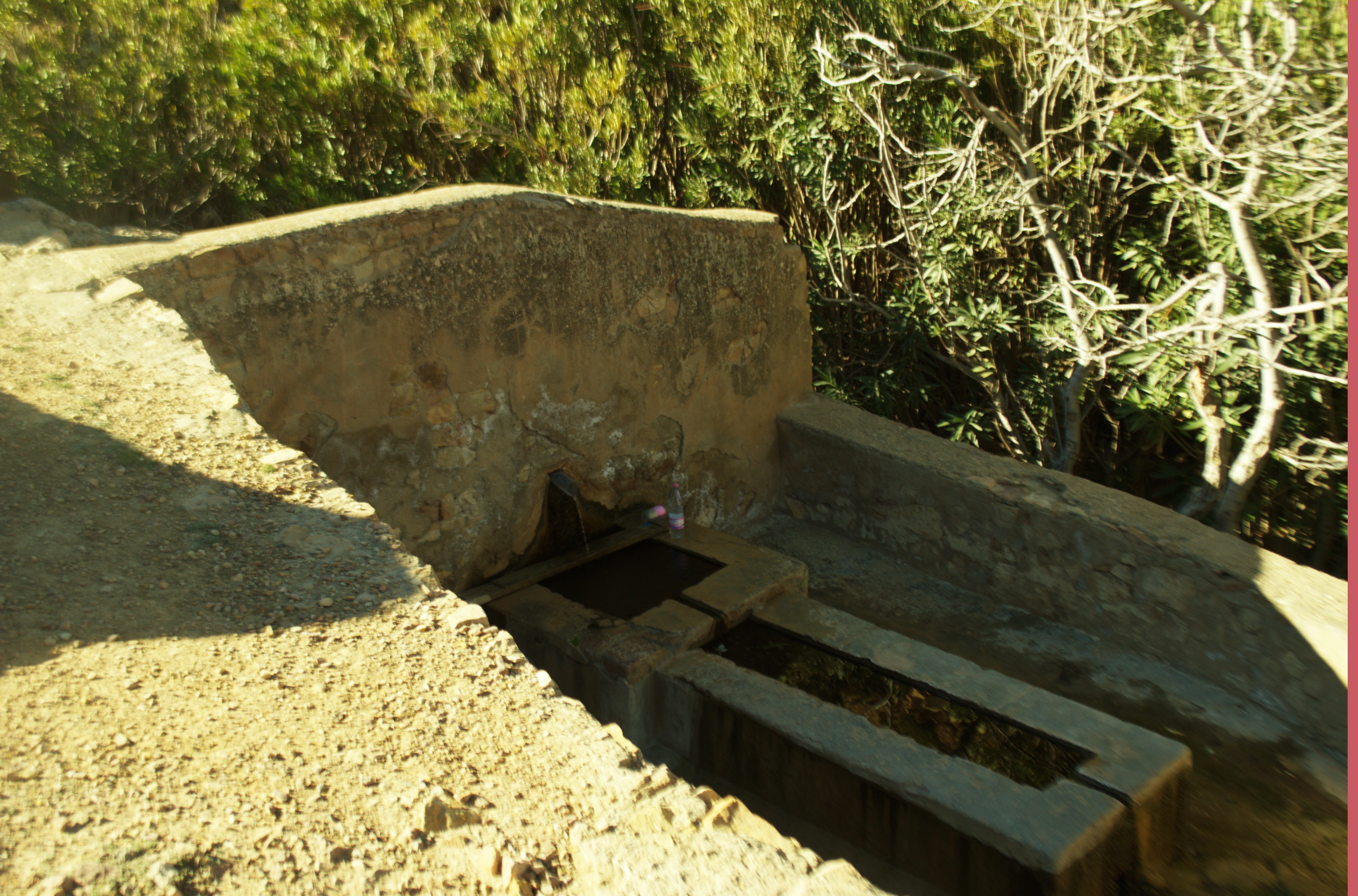

ويحدها من الغرب وادي صغير وحقول وبساتين ايبركانن . حيث يوجد بها منبع للماء ممونــة لهذه القرية بالماء الصالح للشرب والري وسقي الماشيــة الخاصة بالرعـــــاة .
وحاليا لم يبقى بها أحد من السكان . حيث رحل جميعهم، بعضهــم إلى مدينـة باتنــة والباقي
أقاموا سكنات بعدة أحياء جديدة منها حي أفرار مقابل قرية أربيع وحي حجرة مسلــم وما جاورها مقابل قرية أغزال على امتــدا د الطريق الوطني رقم 87 ... الــخ .
حسب ما رواه بعض كبار سكان هــذه القرية فإنها تعتبــر من أكبــر قرى التي فيها حفظة القرآن الكريم مثل قرية مدرونـة . قريــة ما زر . قريـة بعلي . على مستــوى دوار واد عبــدي هذا قبــــل الثــــورة التحريرية .
ان هذه القرية من الجانب التاريخي فهي بها اكبــر مــركـز ممون للثورة التحريرية حيث احتضنت الثورة من بدايتها سنة 1954 م إلى نهايتها سنــة 1962 م.
فيهاعــدد من المجاهديــن والمناضلين أعضاء جيـش التحرير الوطني والمنظمة المدنية لجبهة التحرير الوطني . وبها عدد من الشهداء. نذكــر منهم حسب المعلومات المتوفـرة كالتالي :
1ـ الشهداء العسكريين: عبيدي عبد السلام استشهد في الغابة جهة منطقة تــاغـــذه .
2ـ الشهداء المدنيين: نــزار الشريـف استشهد في منطقة مالو أظهري بلدية لاربا ع حاليا .
  بوعبيـد سعيــد " " في قريــة أربيـــــع
```
                           مدلــس أمحمــد              "   "    بيــن ولايتي خنشلــة وتبســـة  .
```

```
                           ييكن أحمـد بن شوشان    "     "   منطقة امدقان مقابل قرية أخريب .
```

```
                           بن عبد المومن أمحمد     "     "  في أحد بساتين مقابل قرية أربيع   .
```

```
                           ابركان خـوخـه ربيبة عبيدي استشهدت في منطقة تالمات   مقابل  قرية اربيع
```

3 ـ المجاهدون العسكريون : عبيدي محمد الضالح الساكن الحي الجديد شيــر على قيد الحياة
```
                               عبيـدي بلقاسم  المدعو بزويـش الساكن :   مدينــة وهران على قيد الحياة
```

4ـ المناضلون وسجناء ومعاونون للثــورة :
  - منصوري محمــد مناضل وسجيـن الثورة متوفي بـ الحي الجديد شير .
```
                      -  ييكــن   أحمــــــد      "          "        "         "           "        "        .
```

```
                       - ييكـن     أمحمــد المدعو الحاج أمحند  مناضـل  "    بـ  قرية شيــــــــر .
```

```
                       -  بن دعاس  نونـــة          مناضلـــة    متوفيــة بـ  قريــة أغـــزال  .
```

```
                       -  سعيــد نــزار         مناضل وسجيـــن  الحي الجديد  شيــــر .على قيد الحياة
```

```
                       - ييكن محمد المولود     "          "                   "      "          "
```

```
                       - بن دعاس  محمدالشريف   مناضــل   متوفــي   بــــ     مدينـــة  باتنــة
```

```
                       -منصوري فاطمـة     مناضلــــــــــة         الحي الجديد  شيــــر .على قيد الحياة
```

- بوعبيــد علي المدعوا بلقاســــم مناضل متوفي بــ أ غــــــزال شيـــــــــر
5- معاونــون بمركز تموين الثورة دون شهادة العضوية وهم :  نـزار الصغير . ييكن محمد الدعو الســوفي عكسه مسعـود وأخــوه عكسه محمــد . ....الخ . (روى بعض ممن عاشوا الثورة من المجاهدين وسكان هذه القرية أثناء وصول قافلة بدبابات الجيش الفرنسي إلى مدرسة شير هرب بعض المجاهدين نحو الجامع أنيجي المذكور واختبؤوا فيه بعد ملاحظتهم من طرف الجيش الفرنسي تــوجهت دبابات إلى منطقة بوبكناس وقامو ا بتسديد مدافعهم نحو الجامع لاسقاطه بضربات متتالية والقضاء عليهم الا أنهم لم يتمكنو من اسقاطه حيث احتمــــى المجاهدين بهذا المبنى ولم يصبهــم أي أذى).
باعتبار هذه القرية من القرى المحتضنة للثورة فانها استقبلت نصف سكان قرية ايلال عــون نتيجة حرق قريتهم من طرف الاستعمار .
كما استقبلت أغلبية سكان قرية أربيـــع نتيجة حرق قريتهم من طرف الاستعمار وهذا من سنة 1958 إلى غايـة سنــة 1963 م مع العلــم أنه يوجد في هذه القرية المناضلة مركز تمويـن الثورة فـي هذه المناطق من حدود قرية مدرونــة إلى منطقــــة تازمـــورت المسمــــاة الزيتونــة جهة الغابة إلى منطقة تاغــــــــده .
يرأســه السادة المناضليــــن الثلاثة وهم سعيد بوعبيد. محمد منصوري . محمد المولود ييكــن بالتنــــاوب . هذا باختصــــار . 11/09/2018م بعــد طرح عــدة مــرات استفسارات مــن طرف
بعــض أساتــذة التاريـــخ والتــراث عــن هــذه القريــة قمنا بتنويــرهــم بالمعلومات
المتوفــرة وحســب الرواة لأهـــل هـــــذه القريــة والقرى المجاورة . تـؤخذ هــذه المعلومات التاريخية وتوثـق في الأرشيــف من طرف المعنييـــن . بامكان بثــها عبــر وسائل الاعـــلام المختلفــــة .

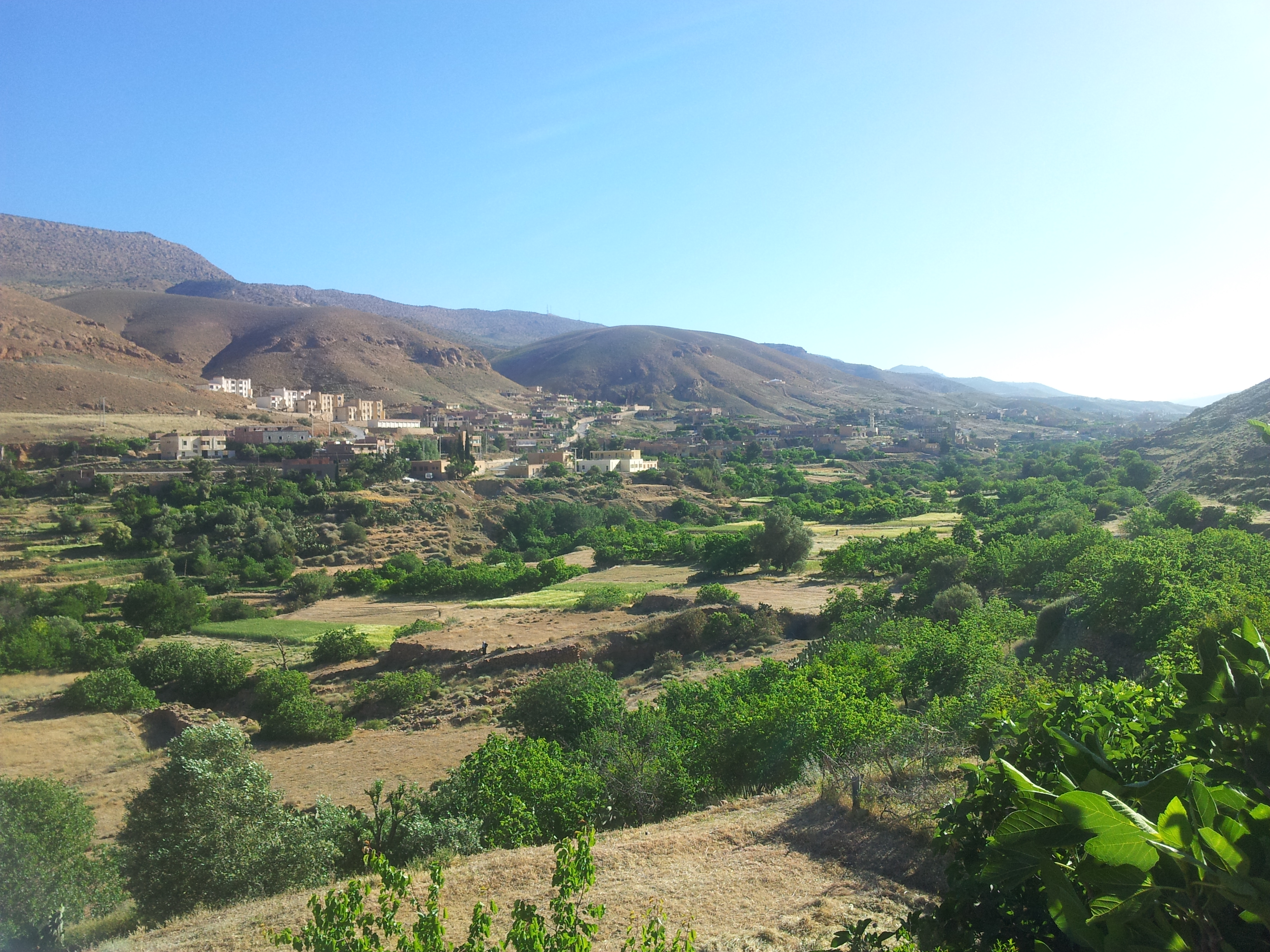
البساتين الخصبة في اراضي القرية

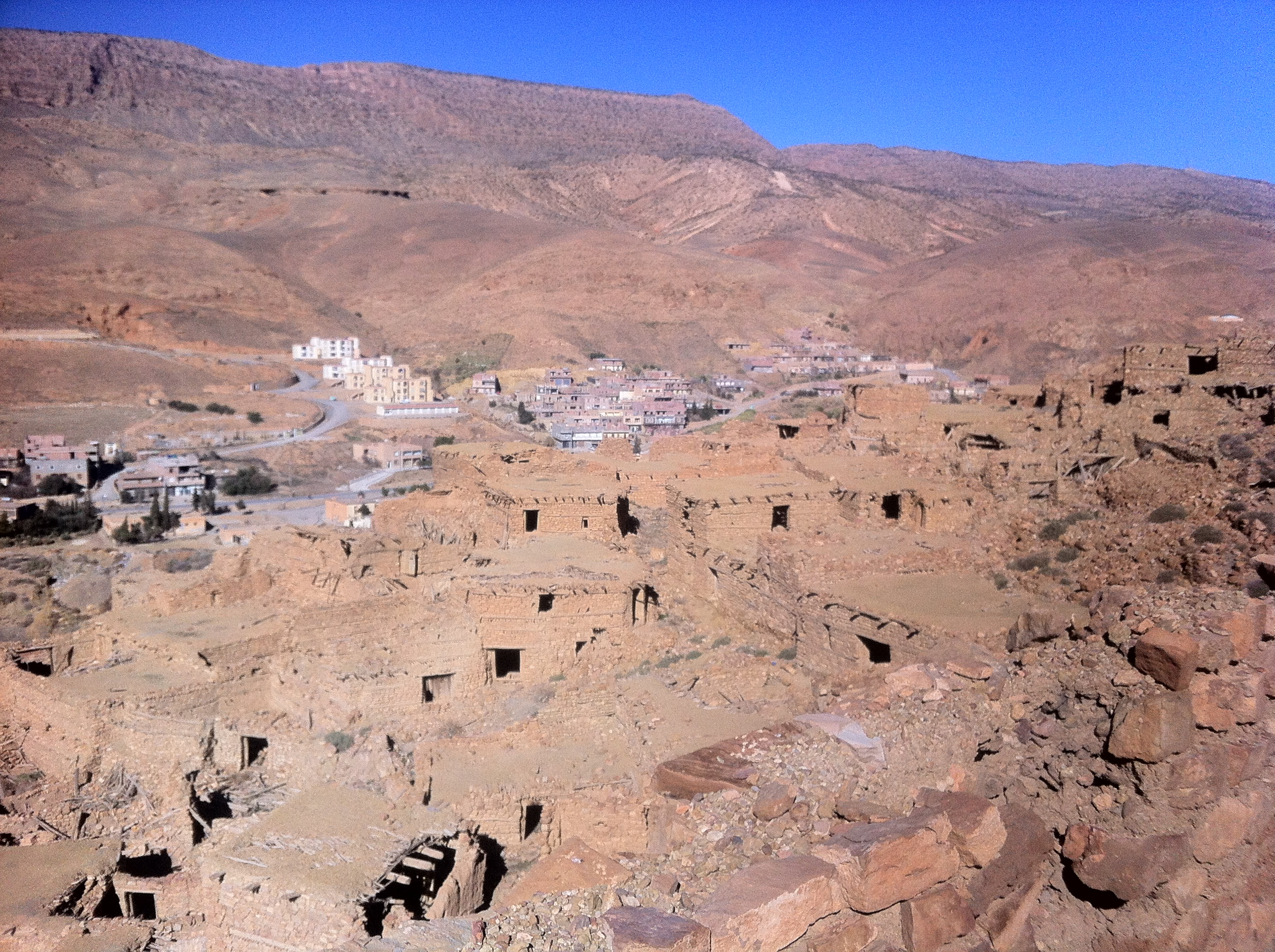
القرية الأثرية كما ترى من فوق

## المراجع

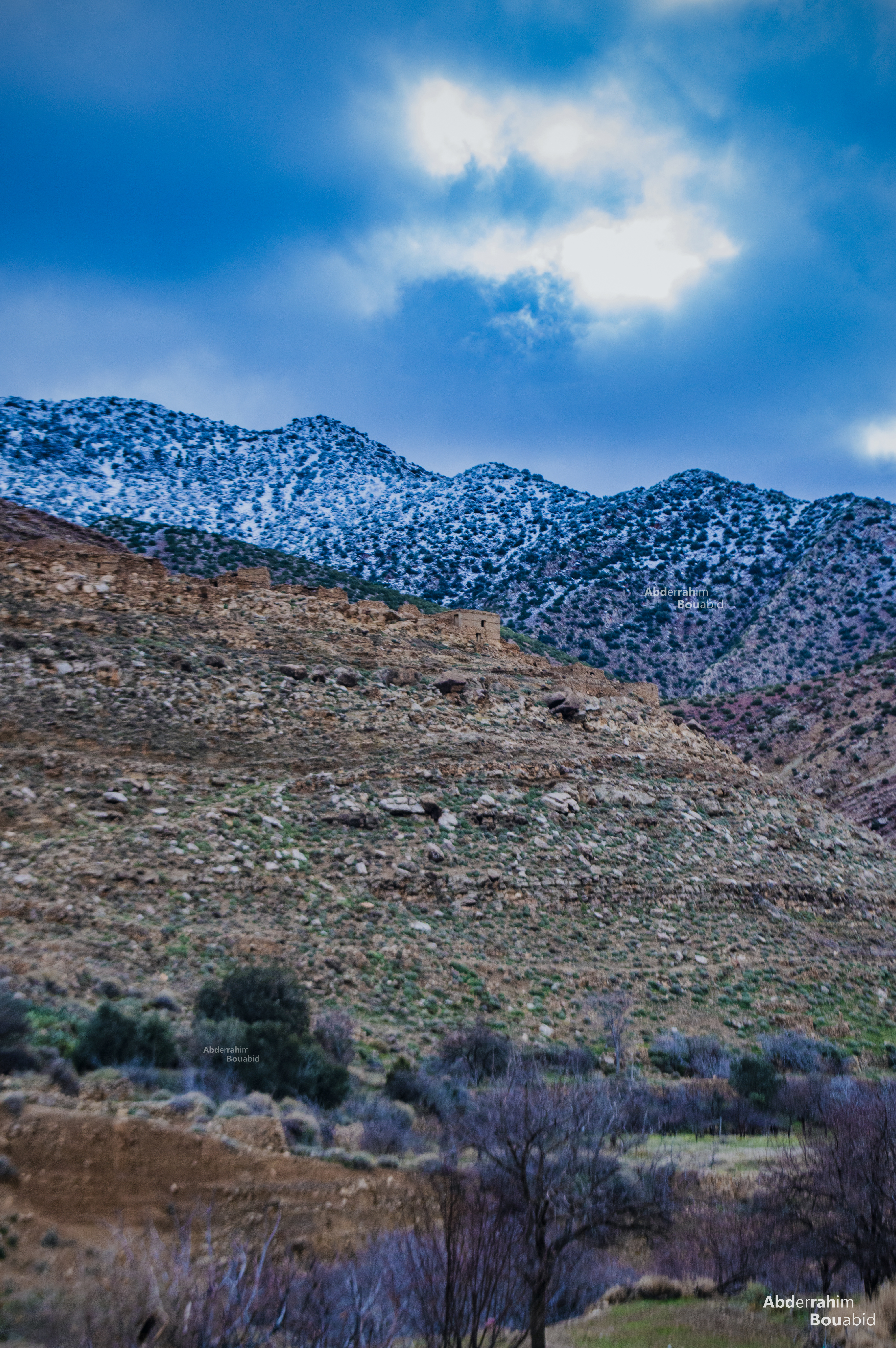
القرية من جهة الواد

الجامع الذي احتمى فيه المجاهدون اثناء قصف الدبابات الفرنسية للجامع